# کراس هندز
کراس هندز (به انگلیسی: Cross Hands) یک روستا در بریتانیا است که در کارمارتنشر واقع شده‌است.